# Kambodzsa az 1964. évi nyári olimpiai játékokon
Kambodzsa a japán Tokióban megrendezett 1964. évi nyári olimpiai játékok egyik részt vevő nemzete volt. Az országot az olimpián 3 sportágban 13 sportoló képviselte, akik érmet nem szereztek.

## Kerékpározás

### Országúti kerékpározás
| Versenyző                           | Versenyszám     | Idő                    | Helyezés |
| ----------------------------------- | --------------- | ---------------------- | -------- |
| Ret Chhon Khem Son Van Son Yi Yuong | Csapat időfutam | 2:56:59,87 (+30:28,68) | 27.      |

### Pálya-kerékpározás
Sprintverseny
| Versenyző   | Versenyszám  | 1. forduló                                              | 1. forduló | Vigaszág selejtező                                       | Vigaszág selejtező | Vigaszág döntő               | Vigaszág döntő | Nyolcaddöntő           | Nyolcaddöntő | Vigaszág selejtező     | Vigaszág selejtező | Vigaszág döntő       | Vigaszág döntő | Negyeddöntő          | Elődöntő             | Döntő                | Helyezés    |
| Versenyző   | Versenyszám  | Ellenfelek Győztes idő                                  | Hely.      | Ellenfelek Győztes idő                                   | Hely.              | Ellenfél Győztes idő         | Hely.          | Ellenfelek Győztes idő | Hely.        | Ellenfelek Győztes idő | Hely.              | Ellenfél Győztes idő | Hely.          | Ellenfél Győztes idő | Ellenfél Győztes idő | Ellenfél Győztes idő | Helyezés    |
| ----------- | ------------ | ------------------------------------------------------- | ---------- | -------------------------------------------------------- | ------------------ | ---------------------------- | -------------- | ---------------------- | ------------ | ---------------------- | ------------------ | -------------------- | -------------- | -------------------- | -------------------- | -------------------- | ----------- |
| Tim Phivana | Férfi egyéni | Giovanni Pettenella (ITA) · Fitzroy Hoyte (TRI) · 11,40 | 3.         | Roger Gibbon (TRI) · Kavacsi Cujosi (JPN) · 11,65        | 3.                 | kiesett                      | kiesett        | kiesett                | kiesett      | kiesett                | kiesett            | kiesett              | kiesett        | kiesett              | kiesett              | kiesett              | helyezetlen |
| Tan Thol    | Férfi egyéni | Daniel Morelon (FRA) · Eduardo Bustos (COL) · 12,84     | 3.         | Bicskey Richárd (HUN) · Christopher Church (GBR) · 13,00 | 1.                 | Niels Fredborg (DEN) · 12,25 | 2.             | kiesett                | kiesett      | kiesett                | kiesett            | kiesett              | kiesett        | kiesett              | kiesett              | kiesett              | helyezetlen |

Időfutam
| Versenyző | Versenyszám  | Idő     | Helyezés |
| --------- | ------------ | ------- | -------- |
| Tan Thol  | Férfi egyéni | 1:18,20 | 22.      |

Üldözőversenyek
| Versenyző | Versenyszám  | Selejtező                             | Selejtező | Selejtező | Negyeddöntő  | Negyeddöntő | Negyeddöntő | Elődöntő     | Elődöntő  | Elődöntő | Döntő        | Döntő     | Helyezés    |
| Versenyző | Versenyszám  | Ellenfél Idő                          | Saját idő | Hely.     | Ellenfél Idő | Saját idő   | Hely.       | Ellenfél Idő | Saját idő | Hely.    | Ellenfél Idő | Saját idő | Helyezés    |
| --------- | ------------ | ------------------------------------- | --------- | --------- | ------------ | ----------- | ----------- | ------------ | --------- | -------- | ------------ | --------- | ----------- |
| Khem Son  | Férfi egyéni | Chow Kwong Choi (HKG) · nem ért célba | 6:05,87   | 1.        | kiesett      | kiesett     | kiesett     | kiesett      | kiesett   | kiesett  | kiesett      | kiesett   | helyezetlen |

## Ökölvívás
| Versenyző     | Versenyszám  | Selejtező                 | 32-es főtábla                    | Nyolcaddöntő              | Negyeddöntő       | Elődöntő          | Döntő             | Helyezés |
| Versenyző     | Versenyszám  | Ellenfél Eredmény         | Ellenfél Eredmény                | Ellenfél Eredmény         | Ellenfél Eredmény | Ellenfél Eredmény | Ellenfél Eredmény | Helyezés |
| ------------- | ------------ | ------------------------- | -------------------------------- | ------------------------- | ----------------- | ----------------- | ----------------- | -------- |
| Ek Sam An     | Harmatsúly   |                           | Washington Rodríguez (URU) · 0-5 | kiesett                   | kiesett           | kiesett           | kiesett           | 17.      |
| Khiru Soeun   | Pehelysúly   |                           | Hugo Martínez (ARG) · RSC        | Charles Brown (USA) · 1-4 | kiesett           | kiesett           | kiesett           | 9.       |
| You Chin Hong | Könnyűsúly   | Alex Odhiambo (UGA) · RSC | kiesett                          | kiesett                   | kiesett           | kiesett           | kiesett           | 33.      |
| Touch Nol     | Kisváltósúly | erőnyerő                  | Brian Anderson (IRL) · 3-2       | Eddie Blay (GHA) · KO     | kiesett           | kiesett           | kiesett           | 9.       |

## Vitorlázás
Nyílt
| Versenyző          | Versenyszám | Futam | Futam | Futam | Futam | Futam | Futam | Futam | Pontszám | Helyezés |
| Versenyző          | Versenyszám | 1     | 2     | 3     | 4     | 5     | 6     | 7     | Pontszám | Helyezés |
| ------------------ | ----------- | ----- | ----- | ----- | ----- | ----- | ----- | ----- | -------- | -------- |
| Touch Kim Sy       | Finn dingi  | 142   | (0)   | 101   | 114   | 0     | 0     | 0     | 357      | 33.      |
| An Dandara Kim Tal | Csillaghajó | 101   | 101   | (0)   | 0     | 0     | 0     | 0     | 202      | 17.      |